# Corno ducale
El corno ducale és el casquet que porten els duxs de Venècia i que duen sobre una gorra blanca, semblant al camauro papal, un regal anual de les monges de San Zaccaria. Tradicionalment, cada dilluns de Pasqua, el dux encapçalava una processó des de la basílica de Sant Marc fins al convent de l'església de Sant Zacaries, on l'abadessa li obsequiava un nou casquet elaborat per les monges.
Compost per una corona circular i una gorra punxeguda a la part posterior, el corno ducale recordava en forma la gorra frigia que portaven els soldats romans d'Orient i el dux venecià en l'antiguitat. El portava, però en una forma més petita que la del dux, també per coronar el vel d'or de la dogaressa, la seva consort.
Al llarg del temps els diferents corns ducals s'han anat embellint amb insercions de domassos, perles i pedres precioses. Havent caigut en desús amb la caiguda de la República, encara destaca a l'escut de la ciutat de Venècia, substituint, per concessió presidencial, la tradicional corona mural de la ciutat.

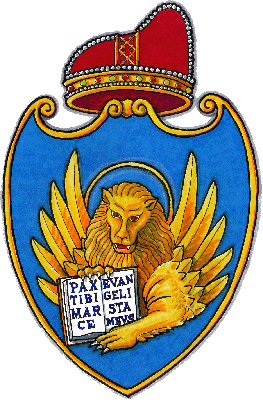
Escut de la ciutat de Venècia coronat pel corno ducale.

## Galeria

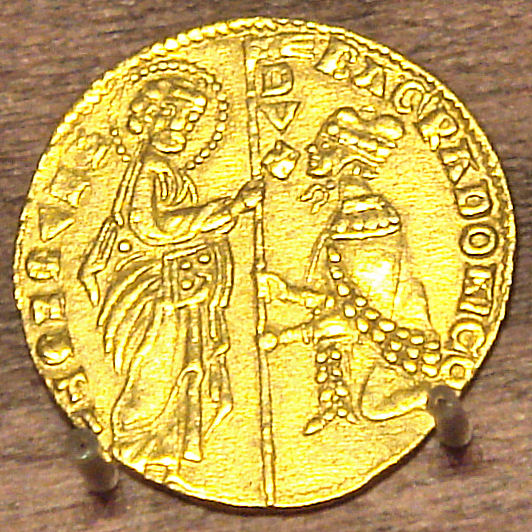
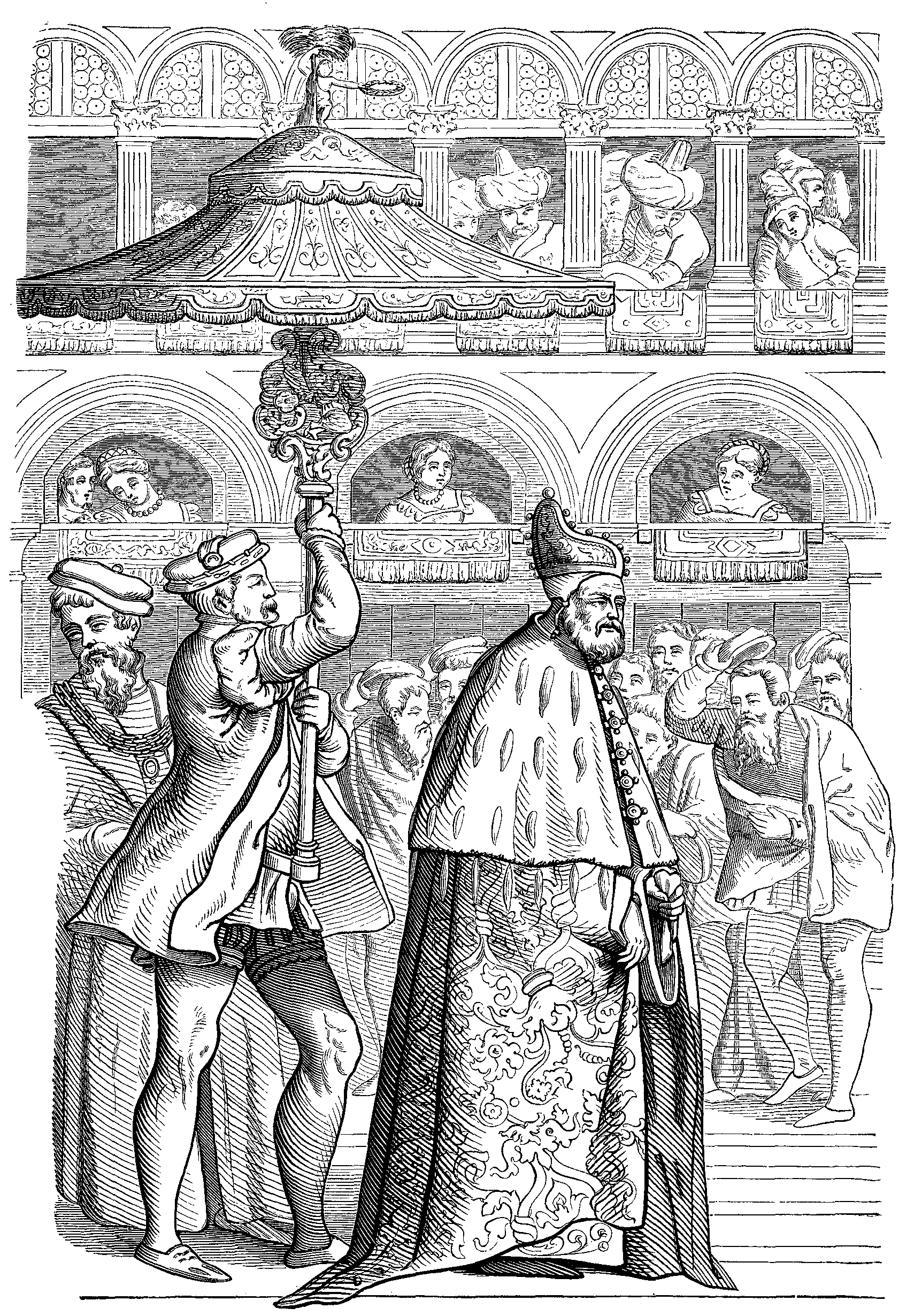
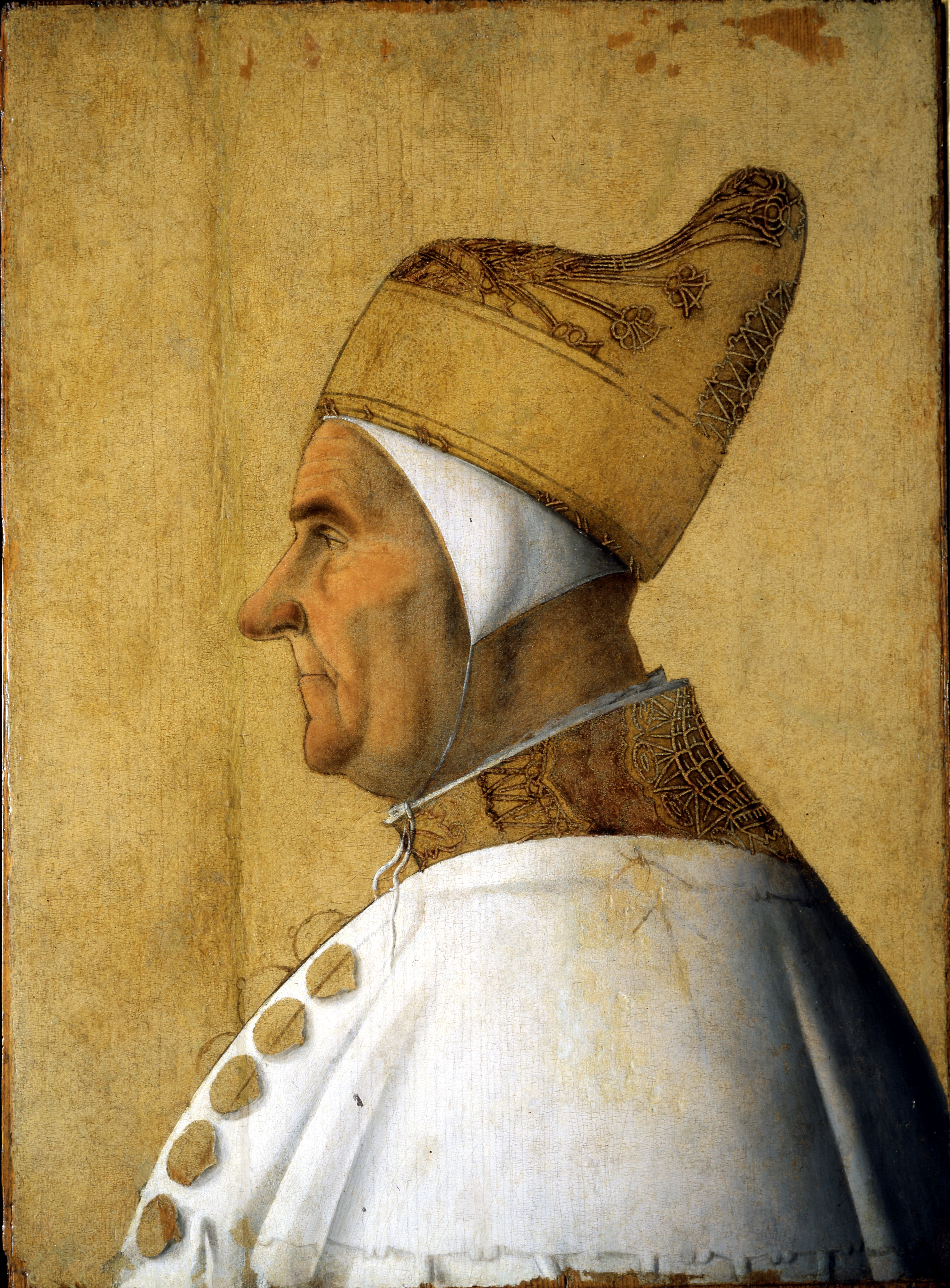
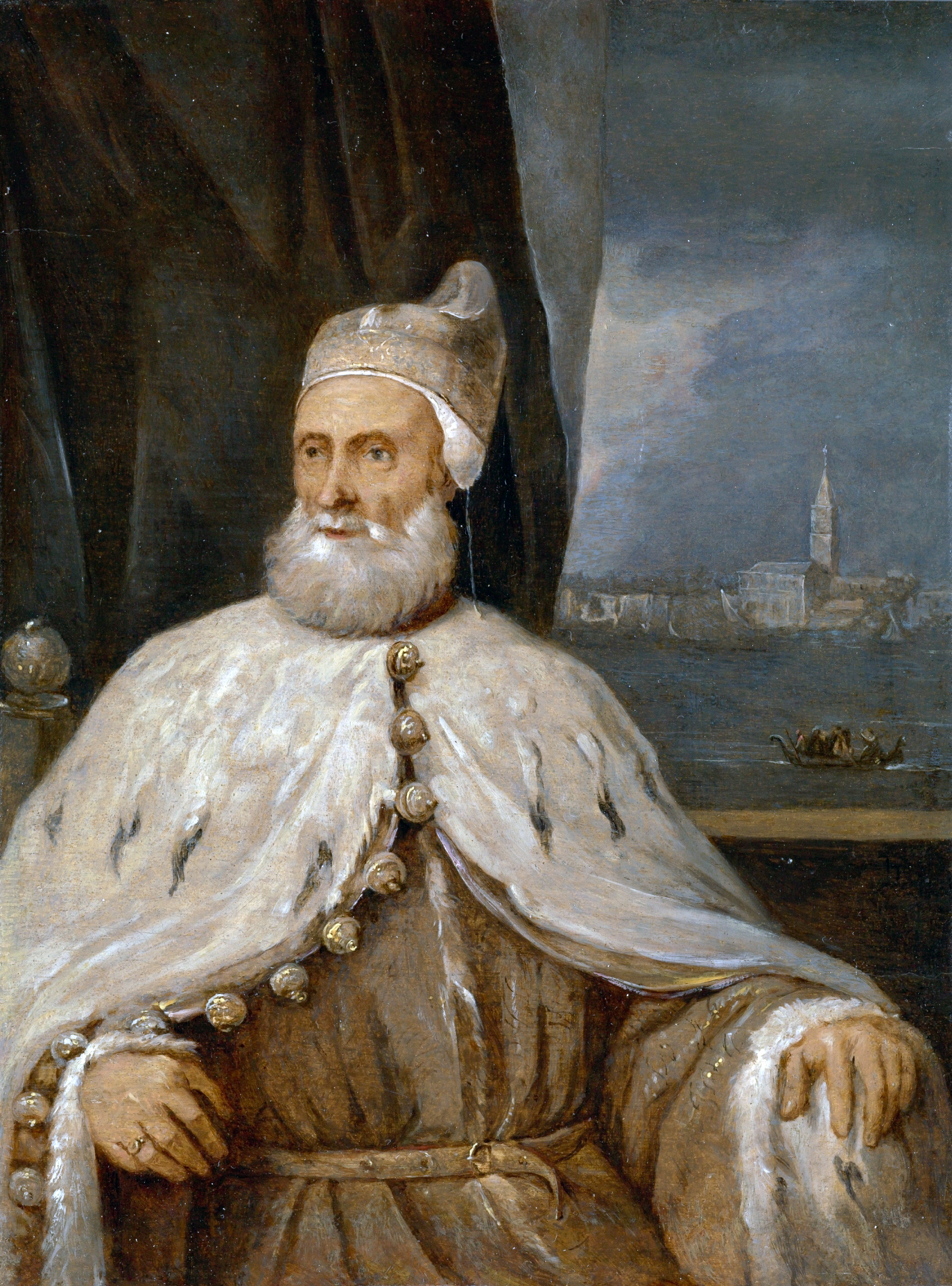
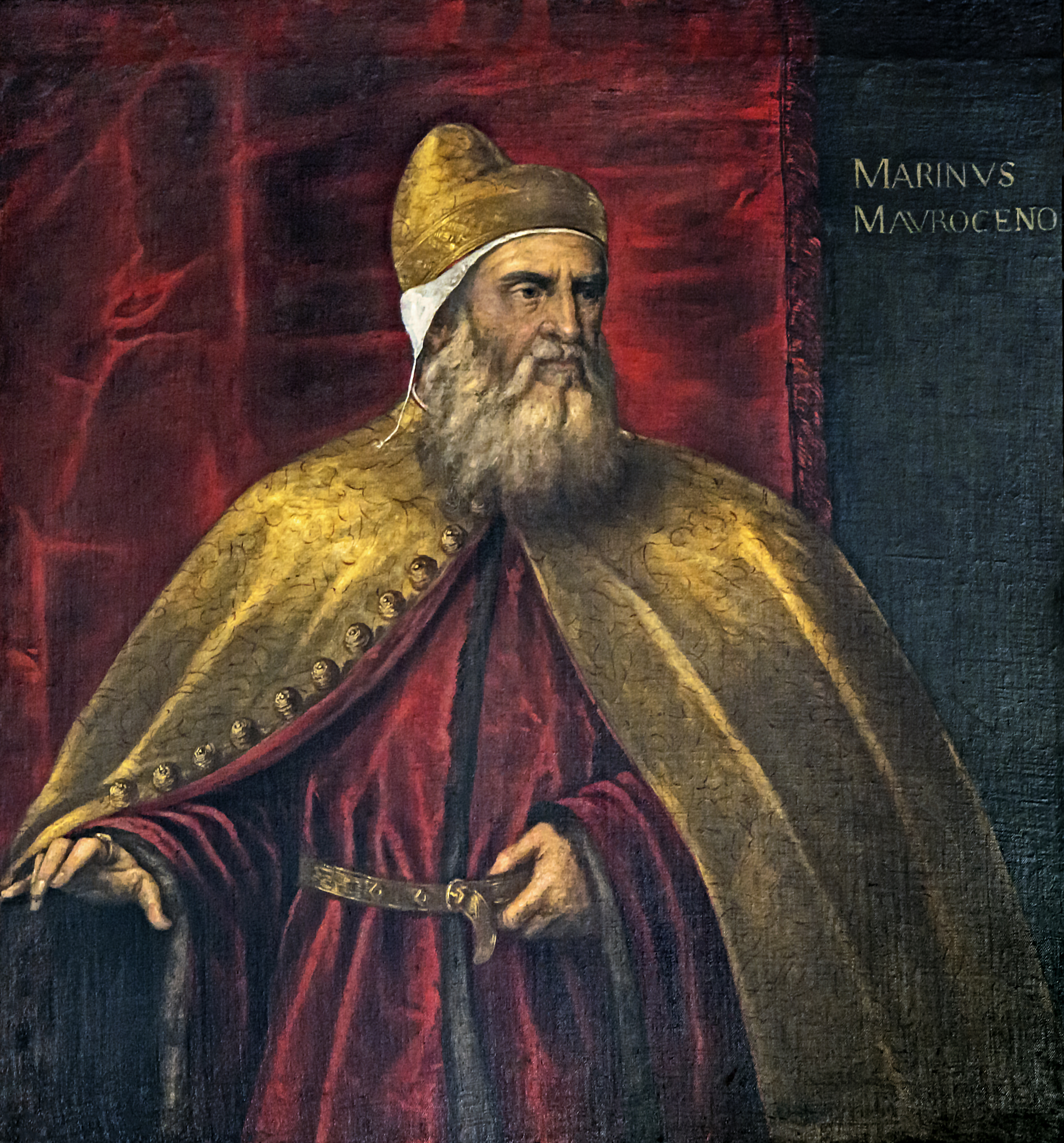
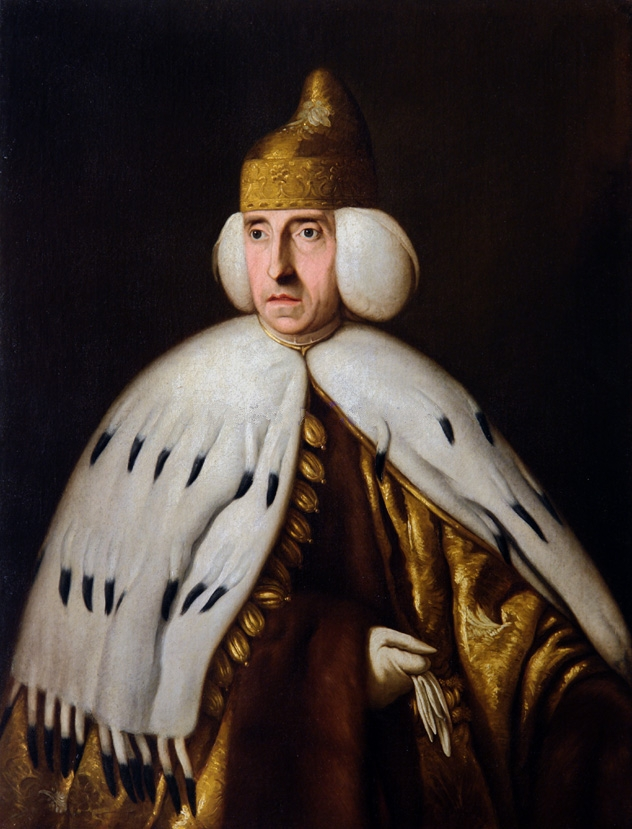
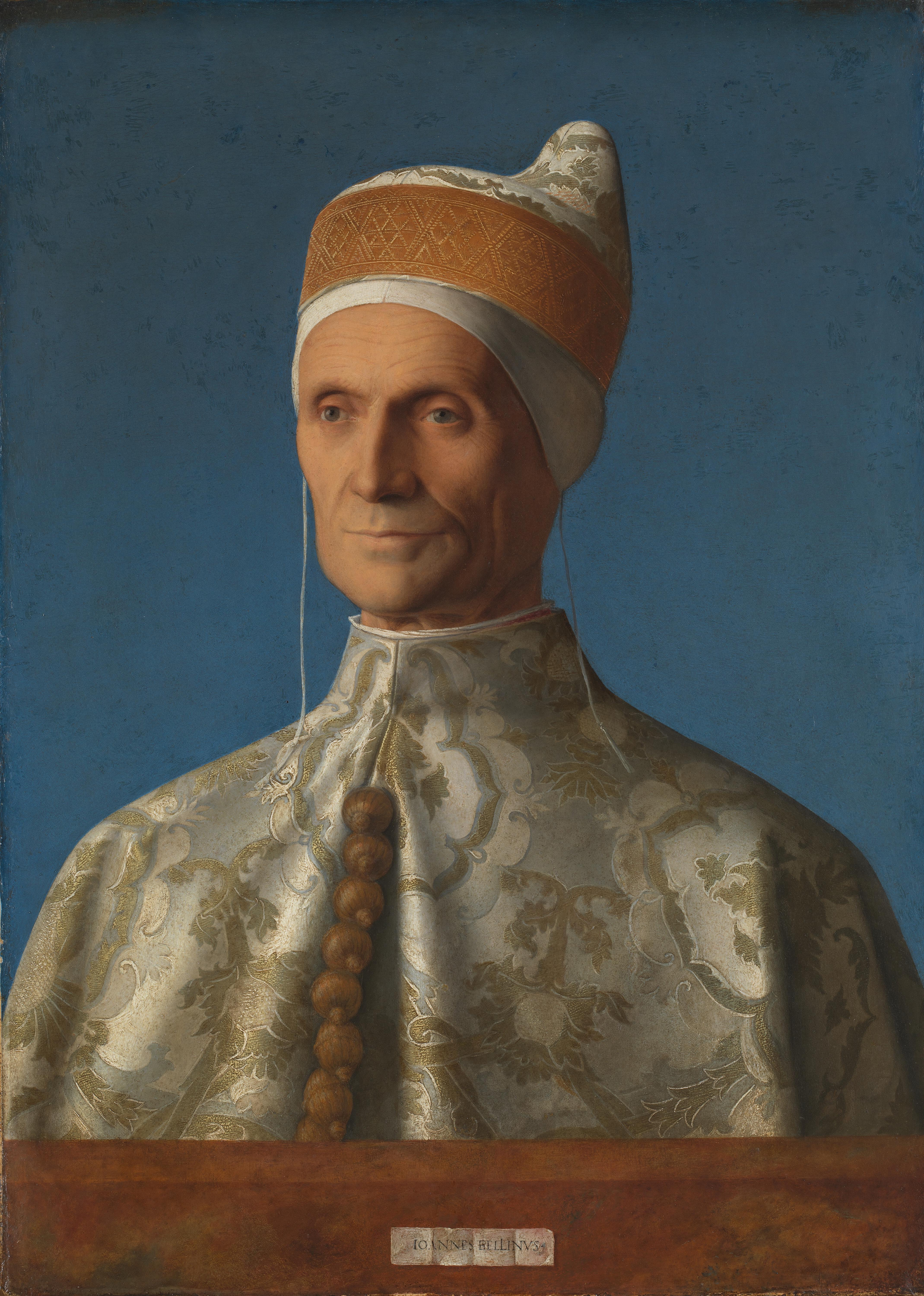
Retrat del dux Leonardo Loredan (Giovanni Bellini, després de 1501, National Gallery de Londres)
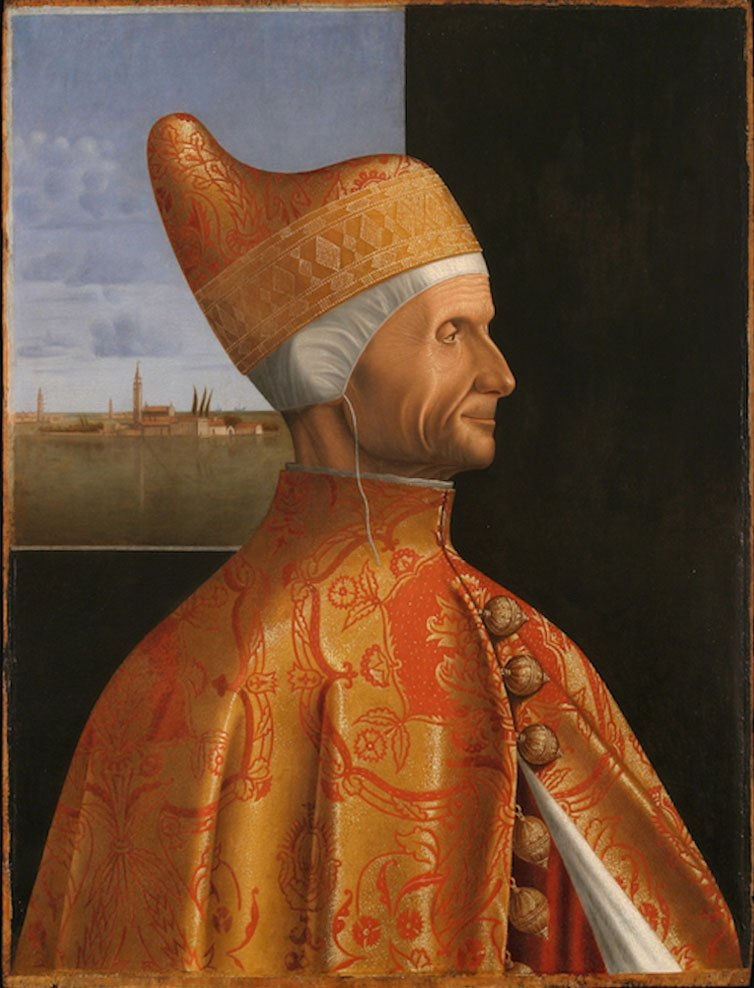
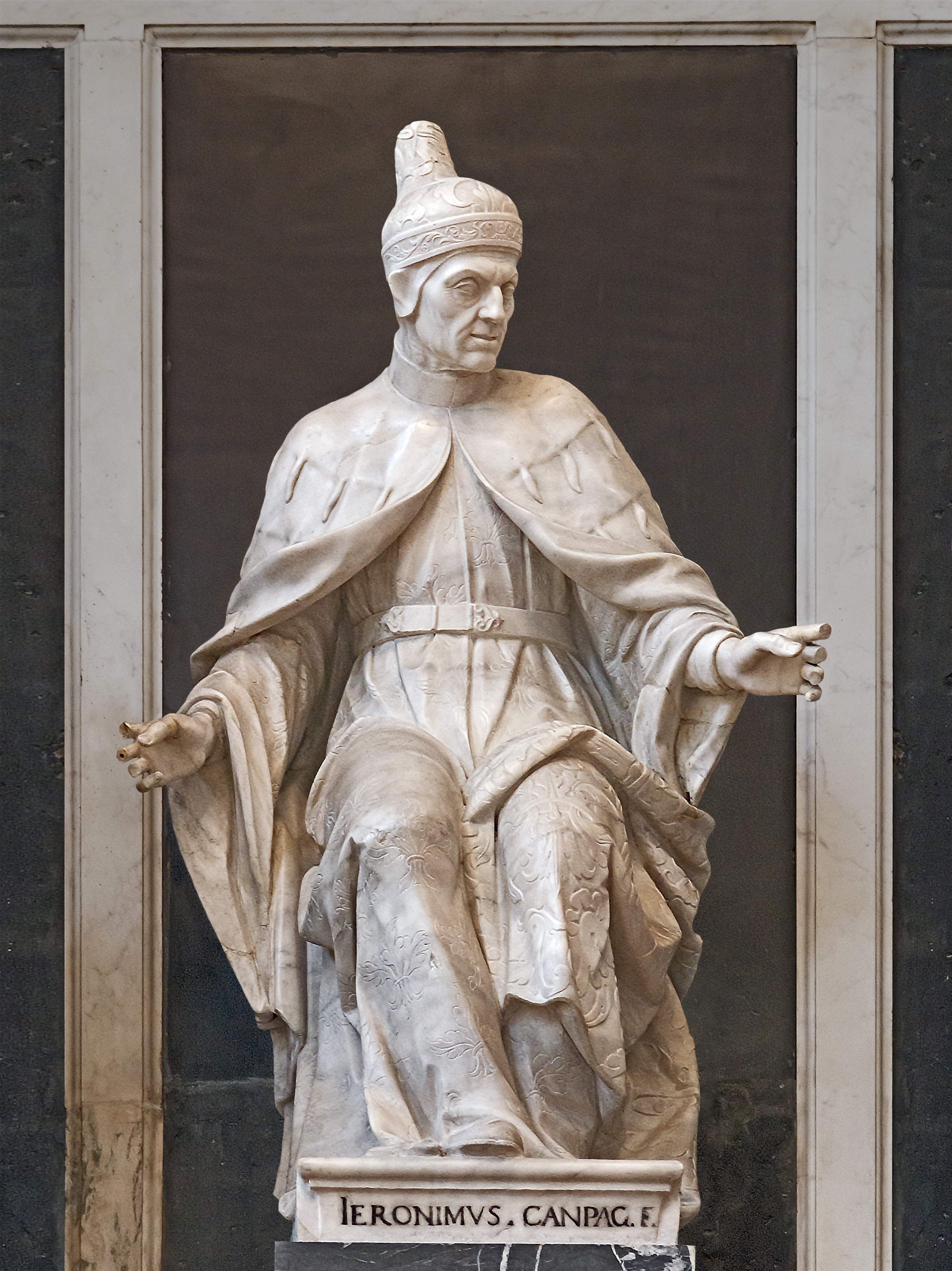
El Dux Andrea Gritti, 1540, Ticià, Washington National Gallery of Art